# Daverdisse
Daverdisse är en kommun i Belgien.   Den ligger i provinsen Luxemburg och regionen Vallonien, i den södra delen av landet, 110 km sydost om huvudstaden Bryssel. Antalet invånare är 1 378.
I omgivningarna runt Daverdisse växer i huvudsak blandskog. Runt Daverdisse är det ganska glesbefolkat, med 45 invånare per kvadratkilometer.